# Emiliano Insúa
Emiliano Adrián Insúa Zapata (n. 7 ianuarie 1989, Buenos Aires) este un fotbalist argentinian care joacă pe postul de fundaș stânga la clubul din Bundesliga,VfB Stuttgart. Insúa este cetățean spaniol, unul din bunicii săi fiind spaniol.
Emiliano Insúa a început fotbalul la o echipă anonimă din Argentina, Pinocho. Aici joacă atât ca fundaș central cât și ca fundaș stânga, însă ce l-a adus în atenția granzilor din Argentina a fost tehnicitatea sa deosebită cât și precizia paselor sale. Apoi Insua se alătură juniorilor lui Boca Juniors. În 2006 promovează în echipa mare a lui Boca, însă nu bifează nici măcar o partidă pe La Bombonera.
Deși nu joacă la echipa mare a lui Boca, scouterii lui Liverpool îl conving pe Benitez că Insua are un potențial enorm. Așa că Insua este împrumutat de Boca la Liverpool. Debutează la Liverpool pe 28 aprilie 2007, într-un meci cu Portsmouth. Totuși, în acel sezon a bifat doar două prezențe pentru Liverpool, locul de titular pe banda stângă a apărării cormoranilor fiind deținut de Fabio Aurelio. În acel an câștigă Campionatul Mondial cu echipa U20 a Argentinei, pentru care bifează 15 prezențe într-un singur an. Această performanță l-a convins pe Benitez că Insua merită transferat definitv la Liverpool, fapt ce se realizează în 2007. În acel sezon bifează doar 3 prezențe la echipa mare. Insua a jucat o bună perioadă de timp la echipa a doua a clubului din Liverpool, cu care câștigă campionatul „rezervelor” din 2008. La Galatasaray este antrenat de Gheorghe Hagi. A fost cumpărat de Atlético Madrid de la Sporting Lisabona.

## Palmares
Liverpool
- Premier Reserve League: 2008

Atlético Madrid
- La Liga: 2013–14
- Copa del Rey: 2012–13
- UEFA Champions League

Finalist: 2013–14
- Supercopa de España: 2014

Finalist: 2013
Argentina
- FIFA U-20 World Cup: 2007